# María Luisa Cuevas Rodríguez
María Luisa Cuevas Rodríguez (ur. 8 sierpnia 1965) – hiszpańska szachistka, mistrzyni międzynarodowa od 1988 roku.

## Kariera szachowa
Od końca lat 70. XX wieku do końca 90. należała do ścisłej czołówki hiszpańskich szachistek. Pomiędzy 1978 a 1996 r. dziewięciokrotnie reprezentowała narodowe barwy na szachowych olimpiadach (w tym raz na I szachownicy), a także dwukrotnie (1992, 1997) na drużynowych mistrzostwach Europy, w 1992 r. zdobywając w Debreczynie brązowy medal za indywidualny wynik na II szachownicy. Wielokrotnie startowała w finałach indywidualnych mistrzostw Hiszpanii, zdobywając 7 złotych (1985, 1986, 1987, 1988, 1989, 1991, 1994) oraz 4 srebrne (1978, 1979, 1983, 1997) medale.
Jednym z jej największych sukcesów na arenie międzynarodowej było zdobycie tytułu wicemistrzyni świata studentek w 1992 r. w Antwerpii. Od 1999 r. nie uczestniczy w turniejach klasyfikowanych przez Międzynarodową Federację Szachową.
Najwyższy ranking w karierze osiągnęła 1 stycznia 1995 r., z wynikiem 2255 punktów dzieliła wówczas 1. miejsce (wspólnie z Nieves Garcíą Vicente) wśród hiszpańskich szachistek.